# Mount Steele (Antarktika)
Der Mount Steele ist ein 1050 m hoher Berg im Norden des ostantarktischen Viktorialands. In den Wilson Hills ragt er 7 km ostnordöstlich des Stevenson Bluff an der Wasserscheide zwischen dem Suwurow- und dem Manna-Gletscher auf.
Der United States Geological Survey kartierte ihn anhand eigener Vermessungen und Luftaufnahmen der United States Navy aus den Jahren von 1960 bis 1963. Das Advisory Committee on Antarctic Names benannte ihn im Jahr 1970 nach Carlett D. Steele (1924–1990), leitender Flugzeugmechaniker der Navy-Flugstaffel VX-6, der bei mehreren Kampagnen der Operation Deep Freeze zwischen 1957 und 1968 als Besatzungsmitglied an Bord von Hubschraubern tätig war und deren Wartung überwacht hatte.